# Klingelpütz-Affäre
Die Klingelpütz-Affäre umfasste eine Reihe schwerster Misshandlungen an Gefangenen der Kölner Justizvollzugseinrichtung Klingelpütz, welche im Jahr 1965 durch einen Journalisten der Kölner Boulevardzeitung Express aufgedeckt wurden. In der Folge kam es zu etlichen Gerichtsprozessen ab 1966.

## Recherche
Der Klingelpütz war ein Gefängnisbau aus den 1830er Jahren und benannt nach der gleichnamigen anliegenden Straße. Er brachte es bereits im Dritten Reich zu unrühmlichem Ruf. In jener Zeit gab es nicht nur Misshandlungen, sondern auch rund 1000 vollzogene Hinrichtungen, deren Urteile oftmals willkürlich gefällt wurden.
Im Frühjahr 1965 wandten sich mehrere entlassene Strafgefangene an den Kölner Rechtsjournalisten Hans Wüllenweber und berichteten von schweren Misshandlungen und Todesfällen, welche sich in dem Kölner Innenstadtgefängnis ereignet haben sollten. Sie führten aus, dass Vollzugsbeamte und deren Hilfskräfte, die so genannten Kalfaktoren, daran beteiligt gewesen seien. Man habe versucht, sich zu beschweren, aber jedes Mal seien die Eingaben abgewiesen worden und Strafanzeigen gescheitert. Es habe eine „Mauer des Tabus“ gegeben.
Wüllenweber recherchierte acht Monate lang. Seine Nachforschungen ergaben, dass in der „Psychiatrischen Beobachtungsstation“ Patienten schwerste Misshandlungen durch Fäuste, Stiefel, Knüppel, Schlüsselbunde sowie durch Zwangsbäder und Elektroschockbehandlungen erfahren haben. Der Untersuchungshäftling Anton Wasilenko soll im Juni 1964 in einer Badewanne von zwei Beamten zehn Minuten lang mit Gummiknüppeln malträtiert worden sein, „bis ihm die Haut stellenweise in Fetzen herunterhing und das Wasser sich blutrot färbte“. Er starb vier Wochen später am 22. Juli 1964.
Der Journalist startete unter der Überschrift „Gelitten und gestorben im Klingelpütz“ eine Artikelserie im Kölner Express. Er verständigte auch Wasilenkos Witwe Katharina. Diese erstattete am 28. Oktober 1965 Strafanzeige, und zusammen mit Wüllenweber legte sie den Vorgang der Kölner Generalstaatsanwaltschaft unter Walter Haas vor. Mit der Bemerkung, dass an der ganzen Geschichte „nichts dran“ sei, verblieb dieser jedoch in Untätigkeit.

## Ermittlungen
Als ein anderer Gefängnisskandal („Glocke-Skandal“) die Bundesrepublik erschütterte, ordnete Artur Sträter (CDU), Justizminister des Landes Nordrhein-Westfalen, im März 1966 die Exhumierung der Leiche Wasilenkos an. Die Obduktion der Leiche ergab einen Bruch des Schädels, einen Rippenbruch und Anzeichen für einen Bluterguss über dem rechten Auge. Die Ermittler schlossen nicht aus, „daß die Verletzungen auf Mißhandlungen durch Aufsichtsbeamte zurückzuführen sind“. Der Totenschein wurde seinerzeit durch den Anstaltsarzt Walter Schramm ausgestellt, dieser wies aber lediglich „Herzschwäche“ als Todesursache aus. Die Kölner Staatsanwaltschaft hörte bis in den September 1966 fast 80 Zeugen zum Fall Wasilenko an. Anschließend stellte sie aber das Verfahren wegen Körperverletzung mit Todesfolge „mangels Beweises“ ein.
Dann aber traten zwei weitere Ereignisse ein, die die Staatsanwaltschaft zum Umdenken in Bezug auf die Zustände in diesem Gefängnis und zur Wiederaufnahme des Verfahrens bewogen: Am 9. Mai 1964 erhängte sich im Klingelpütz der 19-jährige Armin Milewski, nachdem er mehrfach um Verlegung in eine Gemeinschaftszelle gebeten hatte und dieser Bitte nicht gefolgt worden war. Er kündigte seinen Selbstmord sogar vor dem Gefängnisarzt an; am 4. Oktober 1965 wurde der 26-jährige türkische Gastarbeiter Mohammed Ali Tok tot in der Krankenzelle aufgefunden, nachdem er Tage zuvor von Mitgefangenen unter „Wegschauen“ des Wachpersonals in seiner Zelle mehrfach verprügelt worden war. Eine Sonderabteilung der Verfolgungsbehörde ermittelte nun mit Nachdruck gegen Angestellte des Klingelpütz’. Die Zahl der Ermittlungsverfahren stieg auf mehr als 100 und viele Anschuldigungen ehemaliger Häftlinge bestätigten sich.
Das erste große Klingelpütz-Verfahren im November 1966 richtete sich auch wieder gegen die zuvor entlasteten Kalfaktoren: Lazarett-Oberverwalter Hubert Naudet (sein Rezept: „vorbeugende Prügel für Neuzugänge, damit denen gleich klar wurde, was sie erwartet, wenn sie später mal renitent werden“) und Hauptwachtmeister Heinrich Halfen („ich wäre lieber Scharfrichter geworden“). In je elf Fällen sollen sie insgesamt 15 Lazarettinsassen misshandelt haben, so z. B. den renitenten Strafgefangenen Lothar Sommerfeldt. Dieser wurde von beiden Wachtmeistern gleichzeitig mit schwersten Gummiknüppelhieben malträtiert und auch Stunden später noch einmal misshandelt. Während des Verfahrens versuchte Naudet, Belastungszeugen einzuschüchtern und zu beeinflussen. Im anschließenden Urteil des Kölner Landgerichts wurden Naudet für acht Monate und Halfen für zwölf Monate ohne Bewährung ins Gefängnis geschickt. Den vergleichsweise milden Urteilsspruch erläuterte der vorsitzende Richter Walter Schmitz-Justen so: „Je größer das Versagen der Aufsichtsbehörden, desto kleiner das Verschulden der Angeklagten.“

## Untersuchungsausschuss
Am Ende des Jahres waren die Vorgänge im Kölner Klingelpütz auch Thema eines Untersuchungsausschusses des Düsseldorfer Landtags. Dort stellte sich heraus, dass es seit über zehn Jahren keine Inspektionen des Krankenbereichs des Klingelpütz mehr gegeben habe. Die hierfür verantwortliche Behörde, die „Arbeitsgruppe Strafvollzug“ im Düsseldorfer Justizministerium, deren Chef der zwischenzeitlich verstorbene Ministerialdirigent Hubert Hey war (1901–1965, vor 1945 Kriegsgerichtsrat), zeigte sich ahnungslos. Das Ausbleiben der Inspektionsberichte seit 1955 war bis dato niemandem aufgefallen. Der an der Spitze der Hierarchie des Kölner Strafvollzugs stehende Kölner Generalstaatsanwalt Walter Haas verließ sich auf Angaben seiner Untergebenen, die sich wiederum von den vor Ort arbeitenden Medizinern, Chefarzt Rolf Wachsmuth und Walter Schramm, den ordnungsgemäßen Betrieb der Einrichtung versichern ließen und dass Zwangsbad und Zwangsernährung sowie die Beruhigungszelle „Maßnahmen der Therapie und Behandlung“ und zum „ärztlichen Instrumentarium“ gehörten. Das ermöglichte den Medizinern, ihre fragwürdigen Methoden über Jahre ungehindert zur Anwendung zu bringen. Der Vorgänger Wachsmuths, der Oberregierungsmedizinalrat Günter Meisenbach, der bis 1958 zehn Jahre lang im Klingelpütz im Dienst war, brachte vor dem Untersuchungsausschuss auf den Punkt, was er als behandelnder Arzt im Klingelpütz von den „angeblich Kranken“ hielt: „Abschaum des Abschaums“ und: „Ein unheimlich verdorbenes Material an Gefangenen“. Der Arzt, der zur Zeit der Untersuchungen im Aachener Gefängnis arbeitete, zeigte sich sehr zielgerichtet, um unruhige Kranke zu bändigen. Sie kamen gleich „in die Absonderung“ und er verzichtete auch auf Signalsysteme, denn tagsüber „sei immer jemand da“, und „nachts gibt es nichts zu wünschen“. Und falls doch, überließ er medizinischen Laien, wie dem Wachpersonal, zu tun, „was [dies]er für richtig hielt“.

## Folgen
Der Gefängnisdirektor des Klingelpütz, Walter Balensiefer, wurde seines Postens enthoben, ebenso wie die Nervenärzte Wachsmuth und Schramm, der anschließend privat praktizierte. Beide wurden Anfang Dezember 1969 zu Geldstrafen von 10.200 DM (Wachsmuth) und 7.500 DM (Schramm) verurteilt (AZ: 34 Js 676/66). Auch der Kölner Generalstaatsanwalt Haas musste sein Amt aufgeben. Begleitet wurde der Prozess durch zahlreiche Berichte in nationalen und auch internationalen Zeitungen. Die Dienst- und Fachaufsicht wurde verstärkt, indem spezielle Justizvollzugsämter (in Köln und Hamm) als Mittelbehörden geplant und zu Beginn der 1970er Jahre in Betrieb genommen wurden.
Nicht als eine unmittelbare Folge, aber förmlich begleitend, wurde im Kölner Stadtteil Ossendorf eine neue und moderne Justizvollzugsanstalt errichtet (Grundsteinlegung der JVA Köln am 3. November 1961). Der Neubau erfolgte auch vor dem Hintergrund, dass das 130 Jahre alte Gemäuer des alten preußischen Gefängnisses am Klingelpütz marode war. Alleine zu Beginn der 1960er Jahre gelang es so 27 Gefangenen, auszubrechen. Der Umzug erfolgte zum Ende der 1960er Jahre. Der Abriss des alten Klingelpütz erfolgte durch Sprengung am 4. Juni 1969.